# Wojak
Wojak(폴란드어: Wojak, 보약 또는 워작) 또는Feels Guy는 인터넷 밈 중 하나이다. 검은 선으로 단순하게 그려진 묘한 표정의 남자 캐릭터로, 우울, 후회, 외로움과 같은 다양한 감정을 표현하는데 쓰이며, 많은 변형이 존재한다.

## 같이 보기
- 레이지 코믹